# Cacequi (kommun)
Cacequi är en kommun i Brasilien.   Den ligger i delstaten Rio Grande do Sul, i den södra delen av landet, 1 700 km söder om huvudstaden Brasília. Antalet invånare är 13 685.
Följande samhällen finns i Cacequi:
- Cacequi

Trakten runt Cacequi består i huvudsak av gräsmarker. Runt Cacequi är det glesbefolkat, med 18 invånare per kvadratkilometer.